# Poets’ Corner

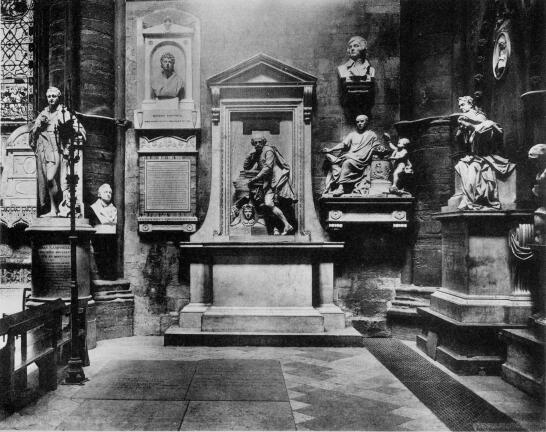
Der Poets’ Corner (um 1900)

Der Poets’ Corner (deutsch: Dichterecke) bezeichnet einen Teil des Querschiffs der Londoner Kirche Westminster Abbey, in dem viele der bedeutendsten englischen (oder englischsprachigen) Dichter, Dramatiker und Schriftsteller begraben sind.
Der Ursprung des Poets’ Corner ist das Grab Geoffrey Chaucers, der 1400 dort beigesetzt wurde. Sein heutiges Grabmal wurde jedoch erst 1555 errichtet. 1599 wurde Edmund Spenser in unmittelbarer Nähe zu Chaucers Grab beigesetzt, und so wurde die Tradition des Poets’ Corner begründet.
Einigen Dichtern wie William Shakespeare oder Lord Byron wurden Denkmäler, Büsten oder Gedenktafeln geweiht, auch wenn sie nicht im Poets’ Corner begraben wurden. Oft geschah dies erst viele Jahrzehnte oder gar Jahrhunderte nach ihrem Tod.

## Dichter, die im Poets’ Corner begraben wurden
- Robert Browning
- William Camden
- Thomas Campbell
- Geoffrey Chaucer
- William Congreve
- Abraham Cowley
- William Davenant
- Charles Dickens
- John Dryden
- Adam Fox
- John Gay

Charles Dickens’ Grab

- Thomas Hardy (ohne sein Herz, welches in der Stadt Dorchester liegt)
- Rudyard Kipling
- Ben Jonson
- Samuel Johnson
- John Masefield
- Matthew Prior
- Richard Brinsley Sheridan
- Edmund Spenser
- Alfred Tennyson

Außerdem liegen die Komponisten Georg Friedrich Händel und Ralph Vaughan Williams, die Schauspieler David Garrick und Laurence Olivier sowie der angeblich mit 152 Jahren gestorbene und durch diese Altersbehauptung als Attraktion bekannt gewordene Thomas Parr († 1635) im Poets’ Corner begraben.

## Dichter, deren im Poets’ Corner gedacht wird

Denkmal für William Shakespeare

- Jane Austen
- John Betjeman
- William Blake
- Anne Brontë
- Charlotte Brontë
- Emily Brontë
- Fanny Burney
- Robert Burns
- Lord Byron
- Samuel Butler
- Thomas Stearns Eliot
- Oliver Goldsmith
- Adam Lindsay Gordon
- Thomas Gray
- Gerard Manley Hopkins
- Henry James
- John Keats
- Henry Wadsworth Longfellow
- John Milton
- John Ruskin
- Walter Scott
- William Shakespeare
- Percy Bysshe Shelley
- William Makepeace Thackeray
- Dylan Thomas
- Anthony Trollope
- Oscar Wilde
- William Wordsworth

Koordinaten: 51° 29′ 57″ N, 0° 7′ 38,5″ W